# مولدنهامر
مولدنهامر (به آلمانی: Muldenhammer) یک شهر در آلمان است که در فوگتلاندکرایس واقع شده‌است. مولدنهامر ۳٬۵۶۶ نفر جمعیت دارد.